# Dinastía XXVII de Egipto

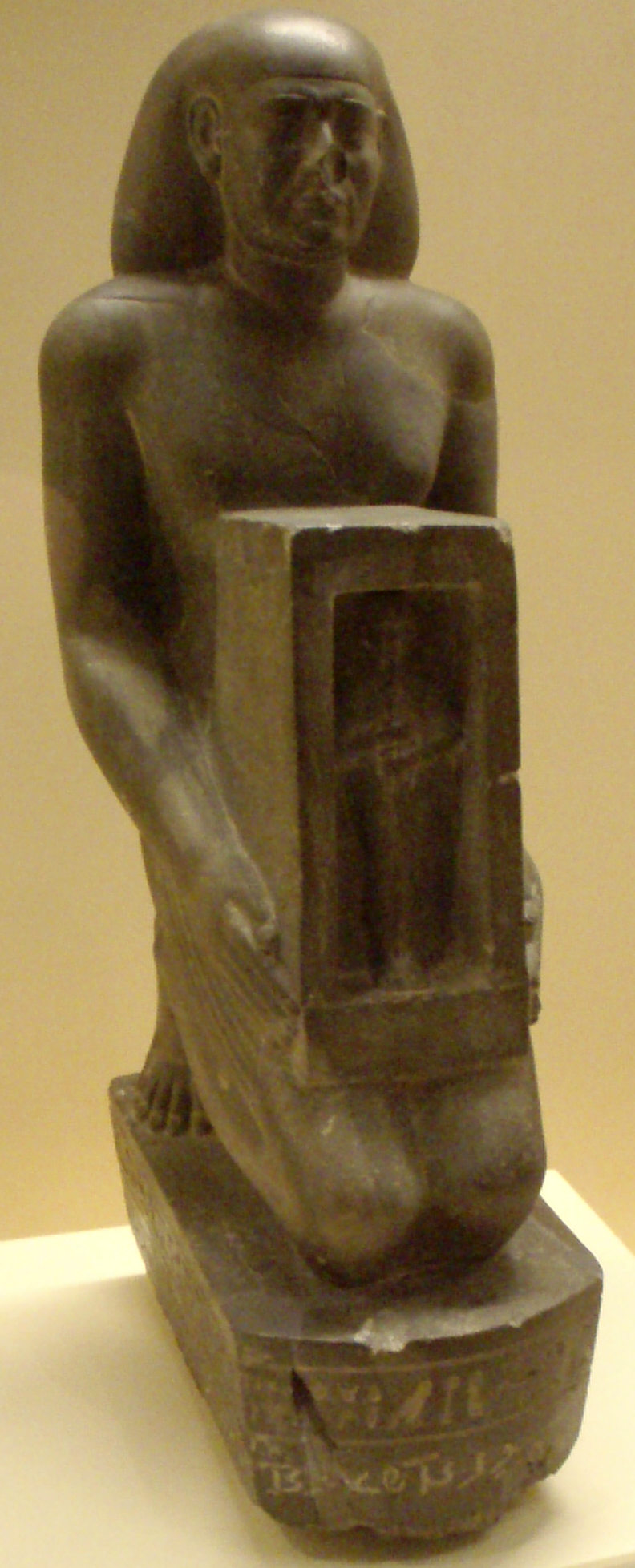
Estatua oferente.

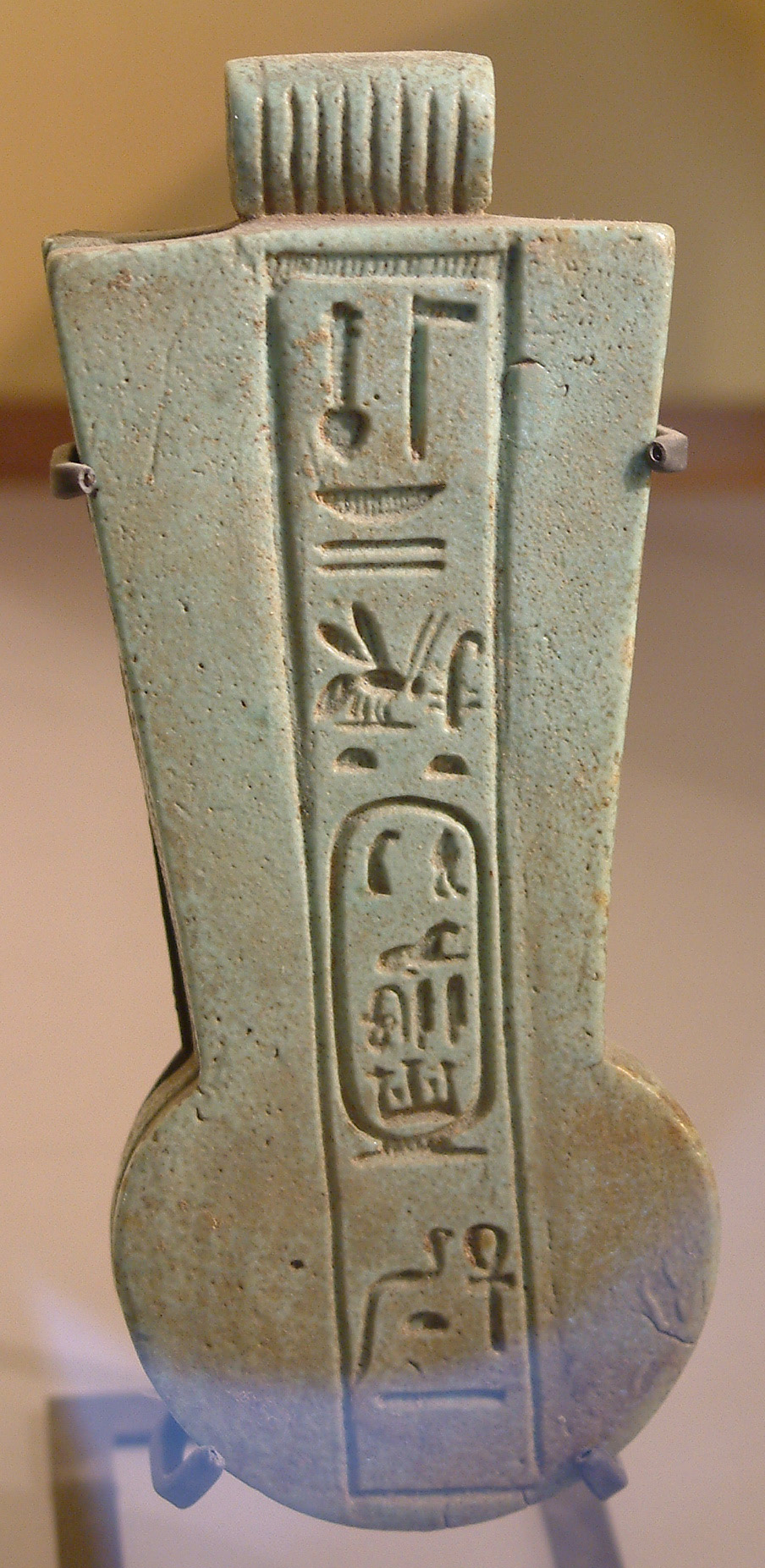
Jeroglífico de Darío I. Museo del Louvre.

La Dinastía XXVII o Vigesimoséptima Dinastía, también denominada primera dominación persa transcurre de 525 a 404 a. C.
Egipto fue sometido e integrado en el Imperio aqueménida en dos ocasiones. La primera dominación de los persas en Egipto duró 120 años. Los reyes persas fueron representados en Menfis por un sátrapa y un tesorero, aunque ideológicamente estos emperadores eran los sucesores de los faraones saítas y para Manetón constituyeron la dinastía XXVII. 
Desde la época saíta Egipto había prosperado brillantemente económica y culturalmente; Cambises II y Darío I conseguían una provincia especialmente lucrativa. 
Al mismo tiempo, los funcionarios nativos aliados y los persas estaban sumamente capacitados para administrar la tierra, estos también se asentaron, reforzaron las guarniciones con extranjeros (como la judeo-aramea de Elefantina) y dieron a griegos y fenicios facilidades como mercaderes. 
Cambises II y especialmente, Darío I fueron representados como genuinos faraones en numerosos monumentos públicos y privados.
Alrededor de 445 a. C., bajo Artajerjes I, Heródoto visitó Egipto. 
Las dinastías XXVI, XXVII, XXVIII, XXIX, XXX y XXXI configuran, generalmente, el denominado periodo tardío de Egipto.

## Faraones de la dinastía XXVII de Egipto
| Nombre             | Comentarios | Reinado         |
| ------------------ | ----------- | --------------- |
| Cambises II        | -           | 525 - 521 a. C. |
| Esmerdis           | -           | 521 - 521 a. C. |
| Darío I            | -           | 521 - 485 a. C. |
| Jerjes I           | -           | 485 - 465 a. C. |
| Artajerjes I       | -           | 465 - 424 a. C. |
| Jerjes II          | -           | 424 - 424 a. C. |
| Sogdiano de Persia | -           | 424 - 423 a. C. |
| Darío II           | -           | 423 - 404 a. C. |
| Artajerjes II      | -           | 404 - 404 a. C. |

- Véase también: dinastía Aqueménida

## Cronología de la dinastía XXVII
Cronología estimada por los egiptólogos: 
- Primer faraón: Cambises II, 525/3 - 522/1 a. C.

- Último faraón: Artajerjes II, 405/04 - 401 a. C. (von Beckerath)